# Walter Bacher (Widerstandskämpfer)
Walter Bacher (*  30. Juni 1893 in Halle/Saale; † nach dem 29. September 1944 im KZ Auschwitz-Birkenau) war ein deutscher sozialdemokratischer Widerstandskämpfer gegen den Nationalsozialismus sowie Lehrer an der Hamburger Klosterschule und der Talmud-Tora-Schule.

## Leben
Walter Bacher bestand 1911 die Reifeprüfung am städtischen Gymnasium in Halle und studierte anschließend an der Universität Halle und in Freiburg Latein, Griechisch, Geschichte und Archäologie.
Von 1914 bis 1918 nahm er als Freiwilliger am Ersten Weltkrieg teil und wurde dabei verwundet. Nach Kriegsende setzte er sein Studium fort. Er promovierte 1919 mit einer Arbeit über De Pausaniae studiis Homericis. Von 1919 bis 1927 war er Lehrer an verschiedenen Gymnasien in Merseburg und Berlin und außerdem zeitweise als Hauslehrer tätig.
Er wurde Jugendsekretär beim Allgemeinen freien Angestelltenbund und Mitglied in der SPD. Er engagierte sich unter anderem in der Sozialistischen Arbeiterjugend und in der sozialdemokratischen Volksheim-Bewegung.
1927 erhielt er an einer Oberschule für Mädchen, der Klosterschule in Hamburg, eine feste Anstellung. Dort unterrichtete er Latein, Griechisch, Deutsch und Geschichte. Auf seine Initiative hin wurde ein altsprachlicher Gymnasialzweig eingerichtet. Am 2. Juli 1929 heiratete er seine Kollegin Clara Haurwitz.

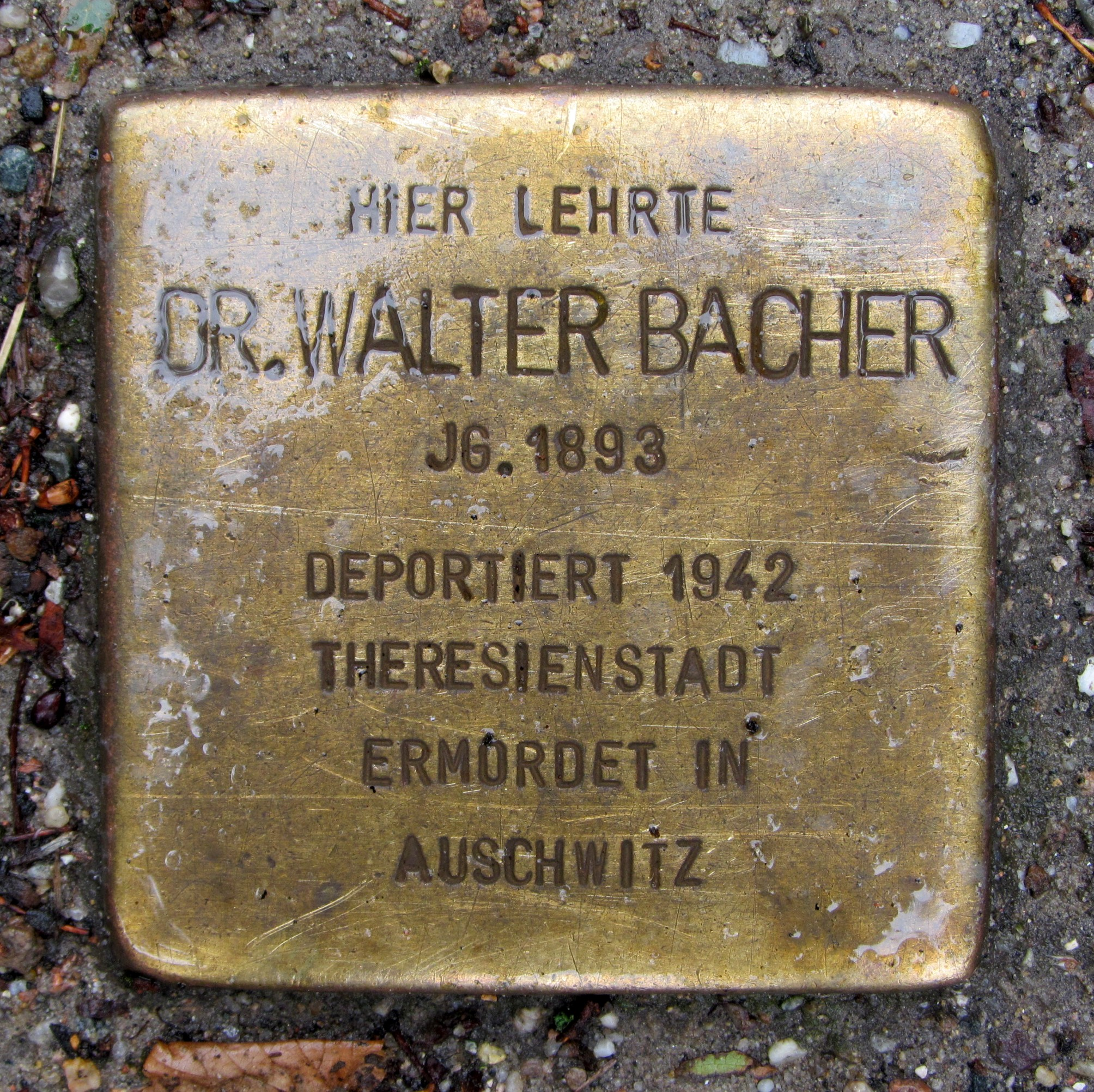
Stolperstein für Walter Bacher vor dem Schulhof der Klosterschule Hamburg

1933 wurde er aus dem Staatsdienst entlassen. Er beteiligte sich am sozialdemokratischen Widerstand in Hamburg und hatte Kontakt zu einer Widerstandsgruppe, die antifaschistische Flugblätter verfasste und gefährdeten Personen die Flucht nach Dänemark ermöglichte. Selbst zu emigrieren, lehnte er ab, spätere Bemühungen, aus Deutschland herauszukommen, scheiterten. Um weiterhin die Möglichkeit zu haben, im antifaschistischen Sinn zu unterrichten, war er ab 1935 zunächst aushilfsweise an der Hamburger Talmud Tora Schule beschäftigt. Er trat 1935 in die Jüdische Gemeinde Hamburg ein. 1938 erhielt er eine Festanstellung. „In den letzten Jahren der jüdischen Schule in Hamburg gehörte Bacher zu den wenigen Lehrern mit akademischer Ausbildung, die nicht emigriert waren. Er nahm bis zuletzt unter bedrückendsten Verhältnissen eine außerordentliche Arbeitslast auf sich, um einen qualifizierten wissenschaftlichen Unterricht in der Oberstufe zu ermöglichen.“ Im Frühsommer 1942 musste Bacher mit seiner Familie in ein „Judenhaus“ umziehen und am 19. Juli 1942 wurden sie ins Ghetto Theresienstadt deportiert. Von dort gingen sie am 29. September 1944 auf einen Transport in das Vernichtungslager Auschwitz-Birkenau.

## Ehrungen
- Zum Gedenken an Walter und Clara Bacher wurde in Hamburg-Niendorf der Bacherweg nach ihnen benannt. Das Mahnmal Tisch mit 12 Stühlen in Hamburg-Niendorf bezieht sie ebenfalls in das Gedenken ein.